# طلال جازع
طلال جازع (عربی: طلال محمد جازع المطيري؛ زادهٔ ۳ مارس ۱۹۹۵) بازیکن فوتبال اهل کویت است.
از باشگاه‌هایی که در آن بازی کرده‌است می‌توان به باشگاه ورزشی الکویت اشاره کرد.
وی همچنین در تیم ملی فوتبال زیر ۲۳ سال کویت بازی کرده‌است.